# Kuortane
Kuortane – miejscowość w Finlandii w prowincji Finlandia Zachodnia zamieszkana przez 3,963 obywateli.
W Kuortane urodziła się Annu Mäkelä, fińska lekkoatletka, tyczkarka.